# James Buckner Luckie

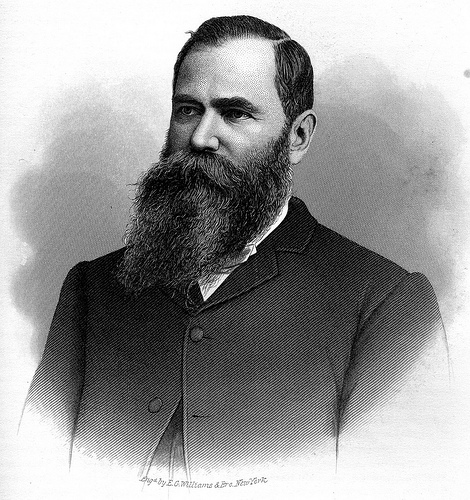
James Buckner Luckie

James Buckner Luckie (* 16. Juli 1833 in Newton County (Georgia); † 1908) war ein US-amerikanischer Arzt.

## Leben
James Buckner Luckie hatte schottische Vorfahren. Er war ein Sohn von William Dickinson Luckie und Eliza Buckner, die beide bereits in Georgia geboren waren. Nach seiner Schulausbildung in Georgia kam James Buckner Luckie im Alter von 16 Jahren an das Gwinnett Institute, das er aus gesundheitlichen Gründen zwei Jahre später wieder verließ. Er begann eine Ausbildung zum Arzt; sein erster Lehrer war John B. Headrick. 1853/54 studierte James Buckner Luckie in Augusta, später in Philadelphia. 1855 erlangte er dort seinen Abschluss und kehrte in seine Heimat zurück, wo er zu praktizieren begann. 1856 zog er nach Orean im Pike County in Alabama. Nach dem Ausbruch des Bürgerkriegs stellte er eine Infanteriekompanie für die Konföderierten auf, die allerdings von der Regierung nicht bewaffnet und ausgerüstet werden konnte, so dass sie wieder aufgelöst wurde. James Buckner Luckie aber nahm den Dienst als Assistenzchirurg in Knoxville auf. Er begleitete Kirby Smith und wurde später in Lexington Inspekteur der Hospitäler, danach leitete er in Knoxville eine Einrichtung zur Pockenschutzimpfung für die Armee von Ost-Tennessee. Später diente er bis zum Schluss des Krieges im Feld. 
Nach dem Krieg ließ er sich in Pine Level im Montgomery County nieder und zog dann nach Montgomery, wo er bis 1872 praktizierte. Danach zog er nach Birmingham, wo er während einer Choleraepidemie arbeitete. 
1880 wurde er in den Senat gewählt; außerdem richtete er in Birmingham eine Feuerwehr und eine Armeeabteilung ein. Er gehörte der County Medical Society an und war Berater der State Medical Association.
In erster Ehe war James Buckner Luckie ab 1859 mit Eliza Imogen Fielder verheiratet, die 13 Monate nach der Eheschließung starb. Mit dieser Gattin hatte er ein Kind. 1866 heiratete er ein zweites Mal. Mit seiner zweiten Frau, Susan Oliver Dillard, hatte er acht Kinder.
James Buckner Luckie gehörte den Tempelrittern an.

## Bekannte Operationen

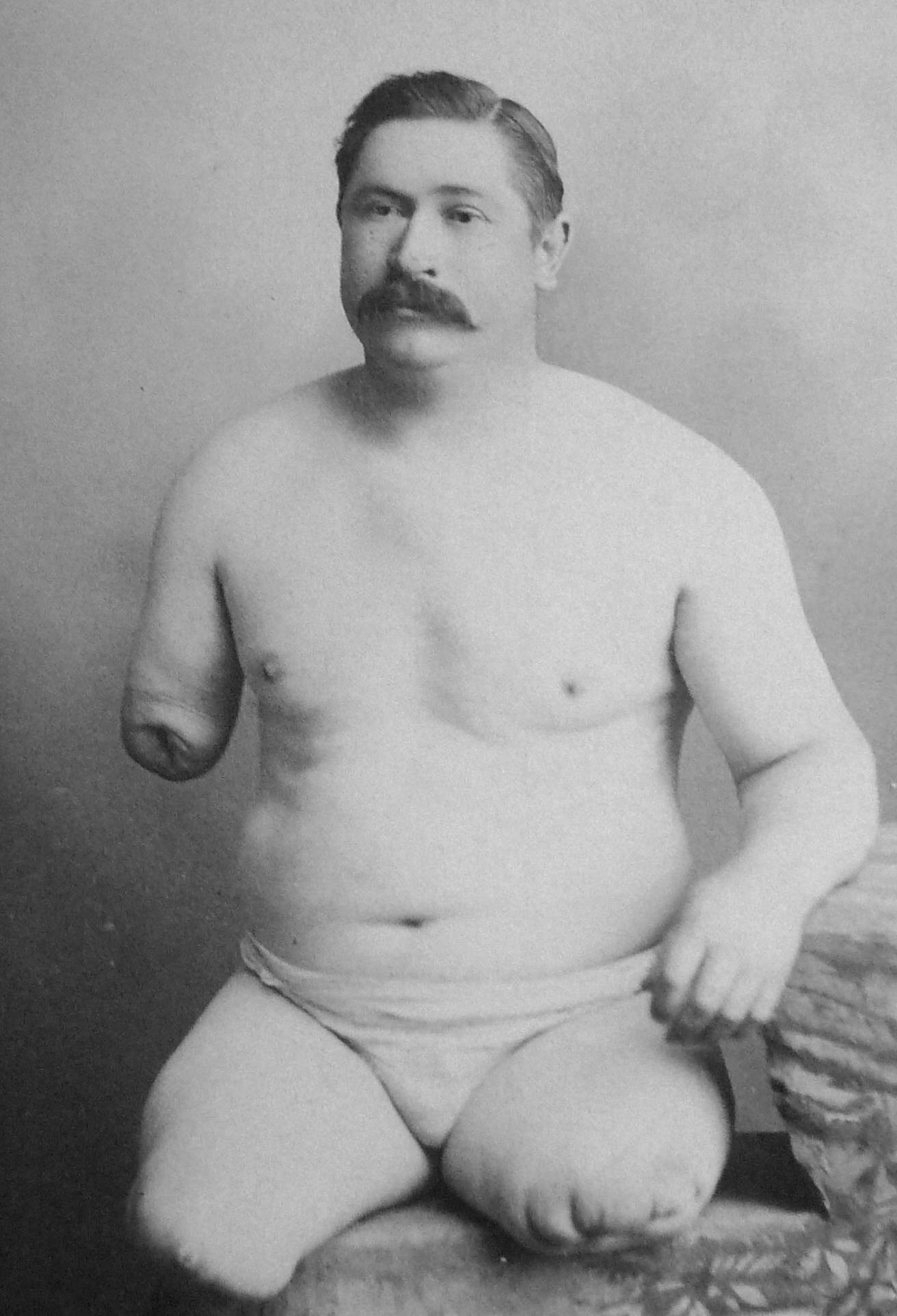
J. McKnight

James Buckner Luckie nahm die ersten beiden erfolgreichen Dreifachamputationen in den USA vor. Der erste Mann, den er operierte, ein 21-jähriger Afroamerikaner, verlor die rechte Hand, das linke Bein und den rechten Fuß. Er war laut einem Bericht des Arztes das Opfer eines Eisenbahnunglücks geworden. Susan M. Schweik allerdings behauptet, dieser Patient könne ein Versuchsobjekt gewesen sein, das vor der Amputation keinerlei Verletzungen gehabt habe. Beim zweiten Patienten, dem 32-jährigen J. McKnight, wurden beide Beine und ein Arm amputiert. Auch J. McKnight soll Opfer eines Eisenbahnunglücks gewesen sein. Fotografien der beiden Patienten sind im Mütter Museum in Philadelphia erhalten geblieben.